# Troisième circonscription du Jura
La troisième circonscription du Jura est l'une des trois circonscriptions législatives françaises que compte le département du Jura (39) situé en région Franche-Comté.

## Description géographique et démographique
La troisième circonscription du Jura est délimitée par le découpage électoral de la loi no 86-1197 du 24 novembre 1986, elle regroupe les divisions administratives suivantes : 
- Canton d'Arbois
- Canton d'Authume
- Canton de Dole-1
- Canton de Dole-2
- Canton de Mont-sous-Vaudrey
- Canton de Tavaux.

D'après le recensement général de la population en 2019, réalisé par l'Institut national de la statistique et des études économiques (INSEE), la population totale de cette circonscription est estimée à 96 299 habitants.

## Historique des députations
| Législature | Début de mandat | Fin de mandat  | Député                 | Parti politique | Observations |
| ----------- | --------------- | -------------- | ---------------------- | --------------- | --- |
| IXe         | 23 juin 1988    | 1er avril 1993 | Jean-Pierre Santa Cruz | PS              | Ancien maire de Dole |
| Xe          | 2 avril 1993    | 21 avril 1997  | Gilbert Barbier        | UDF             | Maire de Dole Mandat écourté à la suite d'une dissolution parlementaire décidée par Jacques Chirac.                            |
| XIe         | 12 juin 1997    | 18 juin 2002   | Dominique Voynet       | LV              | Conseillère municipale de Dole (1989-2004) Ministre de l'Environnement (1997-2000)                                             |
| XIIe        | 19 juin 2002    | 19 juin 2007   | Jean-Marie Sermier     | UMP             | Maire de Cramans (1989-2014) Vice-Président du Conseil général du Jura (1992-2014)                                             |
| XIIIe       | 20 juin 2007    | 19 juin 2012   | Jean-Marie Sermier     | UMP             | Maire de Cramans (1989-2014) Vice-Président du Conseil général du Jura (1992-2014)                                             |
| XIVe        | 20 juin 2012    | 20 juin 2017   | Jean-Marie Sermier     | UMP puis LR     | Maire de Cramans (1989-2014) Vice-Président du Conseil général du Jura (1992-2014) Maire de Dole (2014-2017)                   |
| XVe         | 21 juin 2017    | 21 juin 2022   | Jean-Marie Sermier     | LR              | Conseiller municipal de Dole (2017-2021) Conseiller régional de Bourgogne-Franche-Comté (depuis 2021)                          |
| XVIe        | 22 juin 2022    | 9 juin 2024    | Justine Gruet          | LR              | Adjointe au maire de Dole (depuis 2014) Mandat écourté à la suite d'une dissolution parlementaire décidée par Emmanuel Macron. |
| XVIIe       | 8 juillet 2024  | En cours       | Justine Gruet          | LR              | |

## Historique des élections
Voici la liste des résultats des élections législatives dans la circonscription depuis le découpage électoral de 1986 : 

### Élections de 1986
Les élections législatives françaises de 1986 ont eu lieu le dimanche 16 mars 1986.
| Résultats des élections législatives du 16 mars 1986 de la circonscription du Jura |                      |                |        |        |      |
| Tête de liste                                                                      | Tête de liste        | Parti          | Voix   | %      | Élus |
|                                                                                    | Gilbert Barbier      | UDF            | 19 646 | 40,23  | 2    |
|                                                                                    | Alain Brune          | PS             | 17 141 | 35,10  | 1    |
|                                                                                    | Maurice Faivre-Picon | PCF            | 4 985  | 10,21  | 0    |
|                                                                                    | Jean-Étienne Normand | FN             | 4 055  | 8,30   | 0    |
|                                                                                    | J. Lançon            | ÉCO            | 1 684  | 3,82   | 0    |
|                                                                                    | J. Burdeyron         | DVD            | 1 022  | 2,09   | 0    |
|                                                                                    | R. Chavet            | MPPT           | 300    | 0,25   | 0    |
|                                                                                    |                      |                |        |        |      |
| Inscrits                                                                           | Inscrits             | Inscrits       | 63 236 | 100,00 |      |
| Abstentions                                                                        | Abstentions          | Abstentions    | 12 498 | 19,76  |      |
| Votants                                                                            | Votants              | Votants        | 50 738 | 80,24  |      |
| Blancs et nuls                                                                     | Blancs et nuls       | Blancs et nuls | 1 905  | 3,75   |      |
| Exprimés                                                                           | Exprimés             | Exprimés       | 48 833 | 96,25  |      |

Le taux d'abstention fut de 19,76 %.

### Élections de 1988
| Candidat       | Candidat                   | Parti          | Premier tour | Premier tour | Second tour | Second tour |  |
| Candidat       | Candidat                   | Parti          | Voix         | %            | Voix        | %           |  |
| -------------- | -------------------------- | -------------- | ------------ | ------------ | ----------- | ----------- |  |
|                | Gilbert Barbier sortant    | UDF (AD) (URC) | 17 908       | 41,57        | 23 474      | 49,27       |  |
|                | Jean-Pierre Santa Cruz élu | PS             | 15 746       | 36,55        | 24 171      | 50,73       |  |
|                | Maurice Faivre-Picon       | PCF            | 6 075        | 14,10        |             |             |  |
|                | Frédéric Vernier           | FN             | 3 354        | 7,78         |             |             |  |
|                |                            |                |              |              |             |             |  |
| Inscrits       | Inscrits                   | Inscrits       | 63 476       | 100,00       | 63 465      | 100,00      |  |
| Abstentions    | Abstentions                | Abstentions    | 19 397       | 30,56        | 14 463      | 22,79       |  |
| Votants        | Votants                    | Votants        | 44 079       | 69,44        | 49 002      | 77,21       |  |
| Blancs et nuls | Blancs et nuls             | Blancs et nuls | 996          | 2,26         | 1 357       | 2,77        |  |
| Exprimés       | Exprimés                   | Exprimés       | 43 083       | 97,74        | 47 645      | 97,23       |  |

Le suppléant de Jean-Pierre Santa Cruz était Marc Mignot, conseiller municipal de Mont-sous-Vaudrey.

### Élections de 1993
| Candidat       | Candidat                       | Parti          | Premier tour | Premier tour | Second tour | Second tour |  |
| Candidat       | Candidat                       | Parti          | Voix         | %            | Voix        | %           |  |
| -------------- | ------------------------------ | -------------- | ------------ | ------------ | ----------- | ----------- |  |
|                | Gilbert Barbier élu            | UDF (AD)       | 16 895       | 39,66        | 23 457      | 53,87       |  |
|                | Dominique Voynet               | Les Verts (EÉ) | 7 260        | 17,04        | 20 088      | 46,13       |  |
|                | Jean-Pierre Santa Cruz sortant | PS (ADFP)      | 5 839        | 13,71        |             |             |  |
|                | Jean-Étienne Normand           | FN             | 5 161        | 12,11        |             |             |  |
|                | Maurice Faivre-Picon           | PCF            | 3 973        | 9,33         |             |             |  |
|                | Jean Bordat                    | UDI            | 1 172        | 2,75         |             |             |  |
|                | Lydie Gendre                   | LO             | 733          | 1,72         |             |             |  |
|                | Alfred Prone                   | LT-LNÉ         | 525          | 1,23         |             |             |  |
|                | Marie-Christine Verdière       | RDRP           | 500          | 1,17         |             |             |  |
|                | Michel Chabert                 | PT             | 375          | 0,88         |             |             |  |
|                | Michel Gougeon                 | Divers         | 171          | 0,40         |             |             |  |
|                |                                |                |              |              |             |             |  |
| Inscrits       | Inscrits                       | Inscrits       | 64 018       | 100,00       | 64 016      | 100,00      |  |
| Abstentions    | Abstentions                    | Abstentions    | 18 572       | 29,01        | 16 626      | 25,97       |  |
| Votants        | Votants                        | Votants        | 45 446       | 70,99        | 47 390      | 74,03       |  |
| Blancs et nuls | Blancs et nuls                 | Blancs et nuls | 2 842        | 6,25         | 3 845       | 8,11        |  |
| Exprimés       | Exprimés                       | Exprimés       | 42 604       | 93,75        | 43 545      | 91,89       |  |

Le suppléant de Gilbert Barbier était Jean-Pierre Bach, conseiller général du canton de Salins-les-Bains.

### Élections de 1997
| Candidat       | Candidat                | Parti          | Premier tour | Premier tour | Second tour | Second tour |  |
| Candidat       | Candidat                | Parti          | Voix         | %            | Voix        | %           |  |
| -------------- | ----------------------- | -------------- | ------------ | ------------ | ----------- | ----------- |  |
|                | Dominique Voynet élue   | Les Verts (PS) | 13 847       | 31,11        | 25 847      | 55,95       |  |
|                | Gilbert Barbier sortant | UDF (AD)       | 12 404       | 27,87        | 20 347      | 44,05       |  |
|                | Jean-Étienne Normand    | FN             | 7 884        | 17,71        |             |             |  |
|                | Michel Giniès           | PCF            | 5 428        | 12,20        |             |             |  |
|                | Jacques Perrot          | LDI (MPF)      | 1 416        | 3,18         |             |             |  |
|                | Jean Bordat             | GÉ             | 1 163        | 2,61         |             |             |  |
|                | Gilles Corot            | LO             | 896          | 2,01         |             |             |  |
|                | François Thorez         | MDC            | 607          | 1,36         |             |             |  |
|                | Jacques Berthault       | PT             | 500          | 1,12         |             |             |  |
|                | Jacques Fontaine        | AREV           | 361          | 0,81         |             |             |  |
|                |                         |                |              |              |             |             |  |
| Inscrits       | Inscrits                | Inscrits       | 63 145       | 100,00       | 63 144      | 100,00      |  |
| Abstentions    | Abstentions             | Abstentions    | 16 303       | 25,82        | 13 395      | 21,21       |  |
| Votants        | Votants                 | Votants        | 46 842       | 74,18        | 49 749      | 78,79       |  |
| Blancs et nuls | Blancs et nuls          | Blancs et nuls | 2 336        | 4,99         | 3 555       | 7,15        |  |
| Exprimés       | Exprimés                | Exprimés       | 44 506       | 95,01        | 46 194      | 92,85       |  |

Le suppléant de Dominique Voynet était André Vauchez, PS, professeur, maire de Tavaux, conseiller général du canton de Chemin.

### Élections de 2002
| Candidat       | Candidat                  | Parti               | Premier tour | Premier tour | Second tour | Second tour |  |
| Candidat       | Candidat                  | Parti               | Voix         | %            | Voix        | %           |  |
| -------------- | ------------------------- | ------------------- | ------------ | ------------ | ----------- | ----------- |  |
|                | Jean-Marie Sermier élu    | UMP (UDF)           | 16 742       | 38,82        | 22 716      | 55,34       |  |
|                | Dominique Voynet sortante | Les Verts (PS, PCF) | 14 082       | 32,65        | 18 334      | 44,66       |  |
|                | Maurice Batail            | FN                  | 5 294        | 12,28        |             |             |  |
|                | Guy Beaujard              | diss. PS            | 2 299        | 5,33         |             |             |  |
|                | René Mars                 | CPNT                | 859          | 1,99         |             |             |  |
|                | Luc Béjean                | MNR                 | 851          | 1,97         |             |             |  |
|                | Dominique Revoy           | LO                  | 813          | 1,89         |             |             |  |
|                | Jean Bordat               | MÉI                 | 619          | 1,44         |             |             |  |
|                | Jacques Berthault         | PT                  | 580          | 1,34         |             |             |  |
|                | Joseph Picot d'Aligny     | CNIP                | 558          | 1,29         |             |             |  |
|                | Bernard Desvignes         | Divers              | 327          | 0,76         |             |             |  |
|                | Jean Nurdin               | Divers              | 102          | 0,24         |             |             |  |
|                |                           |                     |              |              |             |             |  |
| Inscrits       | Inscrits                  | Inscrits            | 65 421       | 100,00       | 65 417      | 100,00      |  |
| Abstentions    | Abstentions               | Abstentions         | 21 208       | 32,42        | 22 333      | 34,14       |  |
| Votants        | Votants                   | Votants             | 44 213       | 67,58        | 43 084      | 65,86       |  |
| Blancs et nuls | Blancs et nuls            | Blancs et nuls      | 1 087        | 2,46         | 2 034       | 4,72        |  |
| Exprimés       | Exprimés                  | Exprimés            | 43 126       | 97,54        | 41 050      | 95,28       |  |

Le suppléant de Jean-Marie Sermier était Jean-Pascal Fichère, ingénieur, expert-comptable, adjoint au maire de Dole, Président de la Communauté de communes du Jura Dolois.

### Élections de 2007
| Candidat       | Candidat                         | Parti          | Premier tour | Premier tour | Second tour | Second tour |  |
| Candidat       | Candidat                         | Parti          | Voix         | %            | Voix        | %           |  |
| -------------- | -------------------------------- | -------------- | ------------ | ------------ | ----------- | ----------- |  |
|                | Jean-Marie Sermier sortant réélu | UMP            | 20 222       | 47,82        | 23 153      | 54,51       |  |
|                | Patrick Viverge                  | PS             | 10 694       | 25,29        | 19 325      | 45,49       |  |
|                | Michel Giniès                    | PCF            | 3 305        | 7,82         |             |             |  |
|                | Fabrice Girardet                 | UDF–MoDem      | 2 125        | 5,03         |             |             |  |
|                | Yvonne Leborgne                  | FN             | 1 980        | 4,68         |             |             |  |
|                | Marine Ronzani                   | Les Verts      | 1 739        | 4,11         |             |             |  |
|                | Georges Ubbiali                  | LCR            | 797          | 1,88         |             |             |  |
|                | Nelly Chambard-Colin             | MPF            | 420          | 0,99         |             |             |  |
|                | Lionel Fournier                  | PT             | 401          | 0,95         |             |             |  |
|                | Dominique Revoy                  | LO             | 327          | 0,77         |             |             |  |
|                | Gérard Crétin                    | MNR            | 274          | 0,65         |             |             |  |
|                | Anne Prost-Grosjean              | NC             | 0            | 0,00         |             |             |  |
|                |                                  |                |              |              |             |             |  |
| Inscrits       | Inscrits                         | Inscrits       | 67 878       | 100,00       | 67 876      | 100,00      |  |
| Abstentions    | Abstentions                      | Abstentions    | 24 909       | 36,7         | 24 285      | 35,78       |  |
| Votants        | Votants                          | Votants        | 42 969       | 63,3         | 43 591      | 64,22       |  |
| Blancs et nuls | Blancs et nuls                   | Blancs et nuls | 685          | 1,59         | 1 113       | 2,55        |  |
| Exprimés       | Exprimés                         | Exprimés       | 42 284       | 98,41        | 42 478      | 97,45       |  |

### Élections de 2012
| Candidat       | Candidat                         | Parti          | Premier tour | Premier tour | Second tour | Second tour |  |
| Candidat       | Candidat                         | Parti          | Voix         | %            | Voix        | %           |  |
| -------------- | -------------------------------- | -------------- | ------------ | ------------ | ----------- | ----------- |  |
|                | Jean-Marie Sermier sortant réélu | UMP            | 16 187       | 37,65        | 22 303      | 53,17       |  |
|                | Sylvie Laroche                   | PS             | 11 116       | 25,85        | 19 641      | 46,83       |  |
|                | Patrick Viverge                  | FG (PG) (PCF)  | 6 339        | 14,74        |             |             |  |
|                | Ghislaine Fraisse                | RBM (FN)       | 6 043        | 14,05        |             |             |  |
|                | Ako Hamdaoui                     | EÉLV (MÉI)     | 1 530        | 3,56         |             |             |  |
|                | Marie-Thérèse Brocard            | CpF (MoDem)    | 669          | 1,56         |             |             |  |
|                | Michèle Philippon                | DLF            | 335          | 0,78         |             |             |  |
|                | Nicolas Gomet                    | NPA            | 324          | 0,75         |             |             |  |
|                | Dominique Revoy                  | LO             | 231          | 0,54         |             |             |  |
|                | Jacques Berthault                | POI            | 223          | 0,52         |             |             |  |
|                |                                  |                |              |              |             |             |  |
| Inscrits       | Inscrits                         | Inscrits       | 68 321       | 100,00       | 68 319      | 100,00      |  |
| Abstentions    | Abstentions                      | Abstentions    | 24 701       | 36,15        | 24 952      | 36,52       |  |
| Votants        | Votants                          | Votants        | 43 620       | 63,85        | 43 367      | 63,48       |  |
| Blancs et nuls | Blancs et nuls                   | Blancs et nuls | 623          | 1,43         | 1 423       | 3,28        |  |
| Exprimés       | Exprimés                         | Exprimés       | 42 997       | 98,57        | 41 944      | 96,72       |  |

### Élections de 2017
|                                                    |                                                                                             | Premier tour 11 juin 2017 | Premier tour 11 juin 2017 | Second tour 18 juin 2017 | Second tour 18 juin 2017 |
|                                                    |                                                                                             |                           |                           |                          |                          |
|                                                    |                                                                                             | Nombre                    | % des inscrits            | Nombre                   | % des inscrits           |
| Inscrits                                           | Inscrits                                                                                    | 69 497                    | 100,00                    | 69 497                   | 100,00                   |
| Abstentions                                        | Abstentions                                                                                 | 31 895                    | 45,89                     | 35 557                   | 51,16                    |
| Votants                                            | Votants                                                                                     | 37 602                    | 54,11                     | 33 940                   | 48,84                    |
|                                                    |                                                                                             |                           | % des votants             |                          | % des votants            |
| Bulletins blancs et nuls                           | Bulletins blancs et nuls                                                                    | 752                       | 2,00                      | 3 601                    | 10,61                    |
| Suffrages exprimés                                 | Suffrages exprimés                                                                          | 36 850                    | 98,00                     | 30 339                   | 89,39                    |
|                                                    |                                                                                             |                           |                           |                          |                          |
| Candidat Étiquette politique (partis et alliances) | Candidat Étiquette politique (partis et alliances)                                          | Voix                      | % des exprimés            | Voix                     | % des exprimés           |
|                                                    |                                                                                             |                           |                           |                          |                          |
|                                                    | Jean-Marie Sermier (député sortant) Les Républicains (Union des démocrates et indépendants) | 12 068                    | 32,75                     | 17 679                   | 58,27                    |
|                                                    | Paul-Henri Bard Mouvement démocrate (La République en marche)                               | 9 758                     | 26,48                     | 12 660                   | 41,73                    |
|                                                    | Stéphane Montrelay Front national                                                           | 5 690                     | 15,44                     |                          |                          |
|                                                    | Jean-Bernard Marcuzzi La France insoumise (Nouvelle Donne)                                  | 5 280                     | 14,33                     |                          |                          |
|                                                    | Laurence Bernier Parti communiste français (Parti socialiste, Europe Écologie Les Verts)    | 2 848                     | 7,73                      |                          |                          |
|                                                    | Sylvie Viard Debout la France                                                               | 540                       | 1,47                      |                          |                          |
|                                                    | Dominique Revoy Lutte ouvrière                                                              | 368                       | 1,00                      |                          |                          |
|                                                    | Véronique Henry Union populaire républicaine                                                | 200                       | 0,54                      |                          |                          |
|                                                    | Ali Kurt Parti égalité et justice                                                           | 98                        | 0,27                      |                          |                          |
|                                                    | Source : Ministère de l'Intérieur - Troisième circonscription du Jura                       |                           |                           |                          |                          |

Le taux d'abstention fut de 45,89 % au premier tour, et de 51,16 % au deuxième tour.

### Élections de 2022
| Résultats des élections législatives des 12 et 19 juin 2022 de la 3e circonscription du Jura |                          |                          |                          |              |              |             |             |
| Candidat                                                                                     | Candidat                 | Parti et coalition       | Nuance                   | Premier tour | Premier tour | Second tour | Second tour |
| Candidat                                                                                     | Candidat                 | Parti et coalition       | Nuance                   | Voix         | %            | Voix        | %           |
|                                                                                              | Justine Gruet            | LR (UDC)                 | LR                       | 9 144        | 25,62        | 19 397      | 58,46       |
|                                                                                              | Hervé Prat               | EELV (NUPES)             | NUP                      | 8 865        | 24,84        | 13 783      | 41,54       |
|                                                                                              | Aurore Vuillemin-Plançon | RN                       | RN                       | 8 264        | 23,15        |             |             |
|                                                                                              | Anne-Colette Prost       | MoDem (ENS)              | ENS                      | 5 349        | 14,99        |             |             |
|                                                                                              | Rim El Mezoughi          | SE                       | DVG                      | 1 589        | 4,45         |             |             |
|                                                                                              | Nathalie Blaise          | REC                      | REC                      | 1162         | 3,26         |             |             |
|                                                                                              | Anne Pilloy              | DLF                      | DSV                      | 521          | 1,46         |             |             |
|                                                                                              | Dominique Revoy          | LO                       | DXG                      | 510          | 1,43         |             |             |
|                                                                                              | Médéric Chapitaux        | SE                       | DVC                      | 289          | 0,81         |             |             |
| Votes valides                                                                                | Votes valides            | Votes valides            | Votes valides            | 35 693       | 97,72        | 33 180      | 93,52       |
| Votes blancs                                                                                 | Votes blancs             | Votes blancs             | Votes blancs             | 590          | 1,62         | 1 512       | 4,26        |
| Votes nuls                                                                                   | Votes nuls               | Votes nuls               | Votes nuls               | 244          | 0,67         | 788         | 2,22        |
| Total                                                                                        | Total                    | Total                    | Total                    | 36 527       | 100          | 35 480      | 100         |
| Abstention                                                                                   | Abstention               | Abstention               | Abstention               | 33 854       | 48,10        | 34 905      | 49,59       |
| Inscrits / participation                                                                     | Inscrits / participation | Inscrits / participation | Inscrits / participation | 70 381       | 51,90        | 70 385      | 50,41       |

### Élections de 2024
| Candidat                 | Candidat                 | Parti et coalition       | Nuance                   | Premier tour | Premier tour | Second tour | Second tour |
| Candidat                 | Candidat                 | Parti et coalition       | Nuance                   | Voix         | %            | Voix        | %           |
| ------------------------ | ------------------------ | ------------------------ | ------------------------ | ------------ | ------------ | ----------- | ----------- |
|                          | Aurore Vuillemin-Plançon | RN                       | RN                       | 19 354       | 39,73        | 20 915      | 43,81       |
|                          | Justine Gruet            | LR                       | LR                       | 16 727       | 34,34        | 26 822      | 56,19       |
|                          | Hervé Prat               | LÉ (NFP)                 | UG                       | 11 833       | 24,29        | Retrait     | Retrait     |
|                          | Dominique Revoy          | LO                       | EXG                      | 796          | 1,63         |             |             |
|                          |                          |                          |                          |              |              |             |             |
| Votes valides            | Votes valides            | Votes valides            | Votes valides            | 48 710       | 97,60        |             |             |
| Votes blancs             | Votes blancs             | Votes blancs             | Votes blancs             | 789          | 1,58         |             |             |
| Votes nuls               | Votes nuls               | Votes nuls               | Votes nuls               | 411          | 0,82         |             |             |
| Total                    | Total                    | Total                    | Total                    | 49 910       | 100          |             | 100         |
| Abstention               | Abstention               | Abstention               | Abstention               | 20 295       | 28,91        |             |             |
| Inscrits / participation | Inscrits / participation | Inscrits / participation | Inscrits / participation | 70 205       | 71,09        |             |             |